# جوردان ويليموفسكي
جوردان ويليموفسكي (بالإنجليزية: Jordan Wilimovsky)‏ (مواليد 22 أبريل 1994) هو سبّاح من الولايات المتحدة، مثّل بلاده في الألعاب الأولمبية الصيفية 2016.

## روابط خارجية
جوردان ويليموفسكي على موقع الاتحاد الدولي للسباحة (الإنجليزية)
- جوردان ويليموفسكي على موقع SwimRankings.net (الإنجليزية)
- جوردان ويليموفسكي على موقع اللجنة الأولمبية الدولية (الإنجليزية)
- جوردان ويليموفسكي على موقع أوليمبيديا (الإنجليزية)
- جوردان ويليموفسكي على موقع اللجنة الأولمبية والبارالمبية الأمريكية (الإنجليزية)